# Challenge Chargeurs
De PRO-200 Challenge Chargeurs was een golftoernooi in Frankrijk. Het toernooi maakte deel uit van de Europese Challenge Tour en werd de eerste drie jaren op de Golf du Médoc gespeeld. De laatste editie van het toernooi werd gespeeld op de Golf de Bondues bij Rijsel.

## Edities
| Jaar | Baan            | Winnaar       |
| ---- | --------------- | ------------- |
| 1992 | Golf du Médoc   | Gery Watine   |
| 1993 | Golf du Médoc   | Adam Mednick  |
| 1994 | Golf du Médoc   | Daniel Chopra |
| 1995 | Golf de Bondues | Rolf Muntz    |